# Сборная Лихтенштейна по хоккею с шайбой
Сборная Лихтенштейна по хоккею с шайбой — национальная хоккейная команда Лихтенштейна, член ИИХФ.
Не участвует в соревнованиях ИИХФ и, соответственно, не имеет рейтинга ИИХФ.
За всю историю сыграла два официальных матча, оба со сборной Люксембурга, и оба проиграла:
- 26 апреля 2003 — Лихтенштейн 1-7 Люксембург[1]
- 10 марта 2007 — Лихтенштейн 2-4 Люксембург[2]